# ベルギーグランプリ

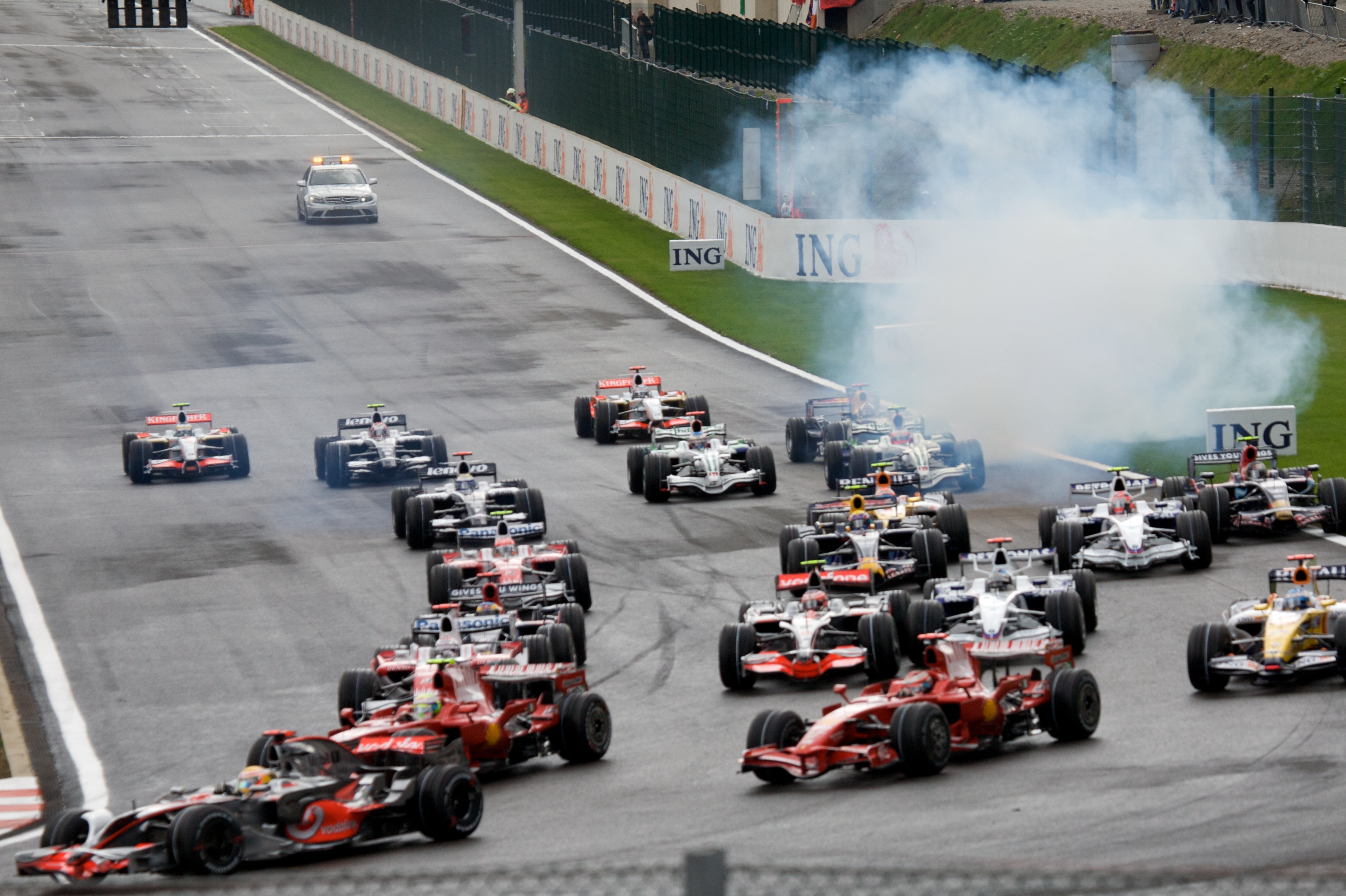
2008年ベルギーGPのスタート

ベルギーグランプリ（ベルギーGP, 英: Belgian Grand Prix, 蘭: Grote Prijs van België, 仏: Grand Prix de Belgique, 独: Großer Preis von Belgien）はベルギーで行われている自動車レースであり、F1世界選手権レースのひとつ。

## 概要
初開催は1925年。以来幾度かの中断を挟みながら開催され、1950年のF1世界選手権開幕シーズンからカレンダー入りした。全長14kmの公道コース、スパ・フランコルシャンを舞台に行われていたが、時代とともにマシンの性能向上に対して安全対策の不備が批判されるようになった。1969年のベルギーGPは選手組合 (GPDA) のボイコットによりキャンセルされ、1972年より常設コースのニヴェル・ボレールやゾルダー・サーキットへ舞台を移した。この2ヵ所で交互開催を続ける予定だったが、ニヴェルが経営破綻したため、1975年から1982年までゾルダーで連続開催された。1983年には1周の距離が短縮されたスパ・フランコルシャンに再び戻り、1985年以降はずっとスパで開催されている。
1988年からは開催時期が夏の終わりに移動され、コスト削減の一環で2009年よりサマーブレイクが導入されたが、2010年から2022年はサマーブレイク明けの最初のレースとなることが多かった。なお、2023年からはサマーブレイク前の7月に移動されている、オー・ルージュをはじめ、高速コーナーが多いスパ・フランコルシャンでのレースは、「スパ・ウェザー」と呼ばれる短時間で天気が頻繁に変わることにより、レースに波乱の展開が多く見られる。
F1から欧州圏のGPが減っていく中で、ベルギーGPも存続が揺らいでいる。2003年はタバコ広告禁止法の施行により開催されず、2006年は主催者の破産や施設改修の遅れにより開催中止となった。2013年以降はフランスグランプリとの隔年開催という案も検討されたが、その後も通年開催が続いた。開催契約が満了する2022年にはモナコグランプリやフランスグランプリとともに契約延長が危ぶまれたものの、翌2023年までの開催延長にこぎつけた。さらに2023年には2025年までの開催延長に向けた契約が結ばれた。
2024年に開催レースが24戦まで増加したが、さらなる新規開催を希望する国や地域が増加している。それに伴い開催権料も高騰してきたことから、既存のレースを維持するのが年々厳しくなっている。特にヨーロッパのレースがそのような状況に置かれ、F1のステファノ・ドメニカリCEOは「ローテーション開催」により既存のレースを削減する方針であり、隣国のオランダGPとともにその対象と見られていたが、オランダGPは2026年をもって開催を終了することを決めた。一方、本GPは2025年1月に2031年までの開催契約延長を決めたが、同時に2028年と2030年は開催されないことも決まり、「ローテーション開催」の対象となる最初のレースとなった。

## 特筆すべき過去のレース
- 1960年のレースは重大事故が相次ぎ、「暗黒の週末」と呼ばれた。予選ではスターリング・モスとマイク・テイラーが負傷。決勝ではクリス・ブリストウとアラン・ステイシーが死亡した。
- 1964年のレースでは、レース終盤にガス欠による逆転劇が発生した。レースを独走したダン・ガーニーが残り2周でストップし、最終ラップにはグラハム・ヒルとブルース・マクラーレンも同じ目に遭い、たなぼたでジム・クラークに勝利が転がり込んだ。そのクラーク自身もチェッカーを受けた後にガス欠でストップした。クラークは1962年のベルギーGPでF1初勝利を挙げてから1965年まで4連覇した。
- 1967年にはダン・ガーニー（イーグル）、1968年にはブルース・マクラーレン（マクラーレン）がオーナードライバーとしてチーム初優勝を達成した。
- 1977年にゾルダーで行われたレースでは、ロータスのNo.2ドライバーのグンナー・ニルソンが雨中の接戦を制してF1初優勝を果たした。しかし、ニルソンの体は精巣癌に侵されており、これが最後の勝利になった。
- 1981年にゾルダーで行われたレースでは、予選中ピットレーンでオゼッラのメカニックがカルロス・ロイテマンのマシンに撥ねられた。決勝スタートではアロウズのメカニックがエンジンストールしたリカルド・パトレーゼのマシンに駆け寄ったところ、後方からチームメイトのジークフリート・ストールのマシンに追突され両足骨折の重傷を負った。レースはロイテマンがポール・トゥ・ウィンで優勝し、入院していたオゼッラのメカニックは翌週死亡した。
- 1982年にゾルダーで行われたレースでは、予選でフェラーリのジル・ヴィルヌーヴが事故死するアクシデントが発生。決勝レースはヴィルヌーヴのチームメイト、ディディエ・ピローニが撤退し、フェラーリ勢抜きで行われた。この年からウィリアムズに加入したケケ・ロズベルグが序盤からトップを快走していたが、ラスト2周というところで後方グリッドから追い上げを見せたマクラーレンのジョン・ワトソンにかわされてしまい、自身F1初優勝はならなかった。
- 1985年にスパ・フランコルシャンで行なわれたレースでは、補修したばかりの路面のアスファルトが剥がれるというアクシデントに見舞われた。このため、予選後に路面の再補修が行なわれ、予選終了から3カ月後に決勝が開催された。
- 1991年には、前戦でファステストラップを記録したベルトラン・ガショーが逮捕され、その代役としてミハエル・シューマッハがジョーダンからF1デビューを果たした。シューマッハは初戦ながら予選7位の健闘を見せたが、スタート直後にリタイアした。レースはシューマッハのチームメイトのアンドレア・デ・チェザリスが終盤まで2位走行し、トップ走行していたマクラーレンのアイルトン・セナを追い上げるも、トラブルにより惜しくも自身とチームのF1初優勝を逃してしまった。ベネトンのロベルト・モレノはこのレースでファステストラップを記録したが、次のイタリアGPでシューマッハとトレードされることになった。
- 1992年には、ベネトンのミハエル・シューマッハがF1初優勝を果たすが、これは、レース序盤の雨による混乱の中、チームメイトのマーティン・ブランドルのタイヤのわずかな劣化（ブリスター）をシューマッハが見逃さずにいち早くドライタイヤに交換した判断と、ロス・ブラウンの戦略でトップに立ち勝利を収めたことで、その後のシューマッハとブラウンのコンビネーションの強さの礎となったばかりか、F1が純粋な速さだけでなく、戦略的な要素も含めた総合的な強さを必要とすることになる、転機のレースになった。またレース終盤、ロータスのミカ・ハッキネンがマクラーレンのアイルトン・セナと5位争いの最中、ケメルストレートでセナを抑える場面があり、結果ハッキネンはセナに抜かれ6位に終わったが、ハッキネンもこのレースでさらに評価を上げて、世代交代を予感させるレースとなった。ちなみに、このシューマッハの優勝は、現在において、F1におけるマニュアルシフト車最後の優勝記録でもある。
- 1994年には、アイルトン・セナの事故死などで安全性が見直され、この年に限りオー・ルージュが大きく曲げられるカーブとなった。そして、2回の予選セッションともに雨となったが、ジョーダンのルーベンス・バリチェロが絶妙のタイミングでアタックを敢行し、自身及びチームのF1での初めてのポールポジションを獲得した。レースではベネトンのミハエル・シューマッハがトップでゴールするも、レース終了後にスキッドブロック(レギュレーションでマシン底部に付けることを定められている板)が削れ過ぎているという違反を問われて失格になった為、2位でフィニッシュしていたウィリアムズのデイモン・ヒルが繰上げ優勝となった。
- 1995年も、前年同様予選は雨となったが、途中から雨がやんだことにより、アタックのタイミングにより大きくタイムに影響する結果となった為、チャンピオン争いをしていたウィリアムズのデイモン・ヒルが8位、ベネトンのミハエル・シューマッハに至っては16位に沈むことになった。レースでも、途中から降り出した雨による大きな順位変動が見られたが、最終的にはシューマッハが逆転優勝を果たすことになる。これはF1史上最多勝（2025年時点の最多勝記録保持者はルイス・ハミルトン）を誇るシューマッハの数多くの勝利の中でも、最も後方グリッドからのものである。
- 1998年には、レーススタート直後に、マクラーレンのデビッド・クルサードとフェラーリのエディ・アーバインの接触から、クルサードのスピンをきっかけに後方の多数のマシンを巻き込む事故が発生した。レースは赤旗再スタートとなるが、再開後のレースでも、チャンピオン争いをしていたマクラーレンのミカ・ハッキネンが1コーナーでフェラーリのミハエル・シューマッハと接触後スピンし、リタイア。その後レースは大雨となり視界不良の中、多くのドライバーがリタイアしていった。そして、トップ走行していたミハエル・シューマッハが、周回遅れのクルサードに後方から追突するアクシデントが発生。ミハエル・シューマッハが豪雨のヘヴィーウェットの中、3輪状態でピットまでスピンせずに戻り、マクラーレンのガレージへ怒鳴り込みの抗議に出向く一幕があった。結局レースは、ジョーダンのデイモン・ヒルが、チームメイトのラルフ・シューマッハを従え、チーム初優勝を1-2フィニッシュで飾ることとなった。
- 2000年のレースでは、13周目にトップを走っていたマクラーレンのミカ・ハッキネンが、スタブローの濡れた縁石でハーフスピンをした。2位走行していたフェラーリのミハエル・シューマッハがトップに躍り出る。その後、それぞれ1回のタイヤ交換を行い、順位はそのままであった。しかし、ここからハッキネンは、1周平均コンマ5秒もシューマッハより速いペースで追い上げる。徐々に差が縮まっていき、40周目と41周目でのケメル･ストレート･エンドの攻防となった。40周目は、ハッキネンがシューマッハのイン側からオーバーテイクを試みるも、シューマッハがぎりぎりマシン1台分のスペースまでイン側を締めるブロックにて防ぎ、ハッキネンの左フロントウィングとシューマッハの右リアタイヤがわずかに接触する際どいバトルとなったが、シューマッハは紙一重でブロックに成功する。翌41周目は周回遅れのBARのリカルド・ゾンタを左のアウト側からシューマッハが追い抜こうとすると、同時にハッキネンはゾンタの右のイン側わずかなスペースに差込み、シューマッハ、ゾンタの2台ともまとめて一挙に追い抜き、再逆転。そのままトップでチェッカーを受けた。この3台が並走するオーバーテイクシーンは、「20世紀最高のオーバーテイク」とも報道され、近年のF1のバトルシーンのうちでも最も見ごたえのあるシーンの1つとなった。なお、ハッキネンがオー・ルージュからラディオンを抜けるときのスピードは、当時として初の300km/hオーバーとなった。
- 2001年には、レース序盤にジャガーのエディ・アーバインとプロストのルチアーノ・ブルティが接触し、ブルティは高速コーナのブランシモンのタイヤバリアに突っ込むという大事故が起こった為、赤旗中断となった。この事故でブルティが大事に至らなかったことは不幸中の幸いであった。レースはフェラーリのミハエル・シューマッハが優勝を果たすが、これはアラン・プロストの記録を破る、F1史上最多となる52勝目であった。
- 2003年は、タバコ広告規制の問題が影響し、32年ぶりにベルギーGPが開催されなかった。
- 2年ぶりにカレンダーに復活を果たした2004年のレースでは、フェラーリのミハエル・シューマッハが5年連続7回目のチャンピオンを決定した。これはファン・マヌエル・ファンジオの4年連続を上回る、史上最長期間連続のチャンピオン獲得の記録となった。また、ミシュランタイヤのトラブルにより、B・A・Rのジェンソン・バトンなど数名のドライバーがリタイアとなるが、高速走行中のもので、一歩間違えば大惨事につながりかねないものであった。
- 2006年、暫定の開催カレンダーには決勝日9月17日の第16戦として掲載されていたが、ベルギーGP主催者側がFIAに開催辞退の申請をし受理され、同年の開幕戦直前（2月8日）に開催中止が発表された。スパ・フランコルシャンサーキットの改修が理由となっているが、財政難による中止がささやかれていた中での発表だった。
- 2008年はレース終盤の雨の中でキミ・ライコネンとルイス・ハミルトンが優勝争いを展開。ライコネンがクラッシュし、ハミルトンがトップチェッカーを受けた。しかし、バトルの際にシケインをショートカットしたことで利益を得たとしてレース後に25秒加算ペナルティを課され、3位に順位が落ちた。
- 2009年はフォース・インディアのジャンカルロ・フィジケラがチーム初のポールポジションを獲得。「チーム初入賞が初優勝」という快挙が期待されたが、決勝ではライコネンに競り負け2位となった。
- 2012年は予選8番手のロータスのロマン・グロージャンがルイス・ハミルトンに幅寄せし、ハミルトンは右側のタイヤをダートに落とし制御不能になりグロージャンに衝突。止まりきれないグロージャンは前にいたセルジオ・ペレスにぶつかり、ペレスはフェルナンド・アロンソに接触。ハミルトンは小林可夢偉のフロントタイヤに乗り上げたあと、アロンソのリヤに接触しアロンソ、ハミルトン、ペレス、グロージャンがその場でリタイア。可夢偉はノーズにダメージを受けピットインし最後尾まで後退するといった多重クラッシュが発生。グロージャンはこの多重クラッシュを引き起こした責を問われ、1レース出場停止処分と罰金50000ユーロが課せられた[10]。グロージャンが引き起こした多重クラッシュは一歩間違えば死亡事故に発展しかねない程の危険度であった。
- 2018年は、レーシング・ポイントに買収されて再出発したフォース・インディアが予選で3・4番手の快挙を見せるも、決勝ではスタート直後にニコ・ヒュルケンベルグがブレーキングミスからフェルナンド・アロンソに追突し、アロンソのマシンは大きく宙を舞ってシャルル・ルクレールを巻き込みながら大破し、アロンソとルクレールをリタイアさせたうえ、ヒュルケンベルグ自身と共に3台揃ってリタイア。この際にルクレールのマシンのHalo[注 2]が損傷しながらもルクレール自身は無傷だったことから、今シーズンから義務化されたHaloの効果を実証する形になった（巻き添えを食らった当事者であるアロンソは「証明するまでもなく、Haloが装着されているのはよいことだ」、ニコ・ロズベルグは「Haloに関する議論はこれで終わり」とコメントした）。更にこの一件はキミ・ライコネンとダニエル・リカルドにも波及し、両者ともマシンにダメージを受けてリタイアとなり、バルテリ・ボッタスとセルゲイ・シロトキンもその多重クラッシュに巻き込まれてボッタスはシロトキンに接触、ボッタスはその責任を問われ5秒加算ペナルティを受ける。この件でヒュルケンベルグに次戦イタリアGPで10グリッド降格ペナルティが科せられた。一方でPU性能に優れるセバスチャン・ベッテルが1周目のケメルストレートでルイス・ハミルトンを抜いたあと、結局最後まで首位を譲らず全周回トップで優勝した。
- 2019年は、この年フェラーリに移籍したルクレールがポール・トゥ・ウィンでF1初勝利を挙げた。
- 2021年の決勝レースは断続的な雨の影響により所定の開始時刻より25分遅れでセーフティカー先導でスタートしたが、その直後レース続行不可能と判断されて赤旗が振られ、2時間47分の中断の後にセーフティカー先導により再スタートが切られたものの3周を終えたところで赤旗が振られてそのままレース終了となった。レースは成立したが、規定の周回数の75%を消化していないためハーフポイントレースとなった[11][12]。
- 2023年は、レッドブルが開幕12連勝[注 3]を飾り、1988年にマクラーレンが挙げた開幕11連勝を更新した[13]。
- 2024年は、1ストップ作戦を成功させたジョージ・ラッセルがハミルトンとオスカー・ピアストリの猛追をしのいでトップでチェッカーフラッグを受けたが、レース後の車検で車両重量違反が判明したため失格の裁定が下り、繰り上がりでハミルトンが勝者となった[14]。
- 2025年は、大雨によりフォーメーションラップ終了前に赤旗中断となり、天候の回復を待って1時間20分遅れでレースはセーフティカー先導でスタートした。セーフティカーが退いた最初のラップでオスカー・ピアストリがランド・ノリスをオーバーテイクして首位に浮上し、レースの主導権を握って優勝した[15]。

## 過去の結果と開催サーキット
- ピンク地はF1世界選手権以外で開催された年。
- グリーン地は第二次世界大戦前に行われていた世界マニュファクチャラーズ選手権（英語版）[注 4]の一戦として開催された年。ラウンドの数字は同選手権のもの。
- クリーム地は第二次世界大戦前に行われていたヨーロッパ・ドライバーズ選手権の一戦[注 5]として開催された年。ラウンドの数字は同選手権のもの。

### F1世界選手権レース開催前 (1925年-1949年)
| 年          | 決勝日                               | ラウンド                             | サーキット                           | 勝者                                                    | コンストラクター                     | 結果                                 |
| ----------- | ------------------------------------ | ------------------------------------ | ------------------------------------ | ------------------------------------------------------- | ------------------------------------ | ------------------------------------ |
| 1925        | 6月28日                              | 2                                    | スパ・フランコルシャン               | アントニオ・アスカリ                                    | アルファロメオ                       | 詳細                                 |
| 1926 - 1929 | 開催されず                           | 開催されず                           | 開催されず                           | 開催されず                                              | 開催されず                           | 開催されず                           |
| 1930        | 7月20日                              | 1                                    | スパ・フランコルシャン               | ルイ・シロン                                            | ブガッティ                           | 詳細                                 |
| 1931        | 7月12日                              | 3                                    | スパ・フランコルシャン               | ウィリアム・グローバー＝ウィリアムズ カベルト・コネッリ | ブガッティ                           | 詳細                                 |
| 1932        | 開催されず                           | 開催されず                           | 開催されず                           | 開催されず                                              | 開催されず                           | 開催されず                           |
| 1933        | 7月09日                              | 非選手権                             | スパ・フランコルシャン               | タツィオ・ヌヴォラーリ                                  | マセラティ                           | 詳細                                 |
| 1934        | 7月29日                              | 非選手権                             | スパ・フランコルシャン               | ルネ・ドレフュス                                        | ブガッティ                           | 詳細                                 |
| 1935        | 7月14日                              | 3                                    | スパ・フランコルシャン               | ルドルフ・カラツィオラ                                  | メルセデス・ベンツ                   | 詳細                                 |
| 1936        | 開催されず                           | 開催されず                           | 開催されず                           | 開催されず                                              | 開催されず                           | 開催されず                           |
| 1937        | 7月11日                              | 1                                    | スパ・フランコルシャン               | ルドルフ・ハッセ                                        | アウトウニオン                       | 詳細                                 |
| 1938        | 開催されず                           | 開催されず                           | 開催されず                           | 開催されず                                              | 開催されず                           | 開催されず                           |
| 1939        | 6月25日                              | 1                                    | スパ・フランコルシャン               | ヘルマン・ラング                                        | メルセデス・ベンツ                   | 詳細                                 |
| 1940 - 1945 | 第二次世界大戦の影響により開催されず | 第二次世界大戦の影響により開催されず | 第二次世界大戦の影響により開催されず | 第二次世界大戦の影響により開催されず                    | 第二次世界大戦の影響により開催されず | 第二次世界大戦の影響により開催されず |
| 1946        | 6月16日                              | 非選手権                             | カンブルの森                         | ユージェン・シャブー                                    | ドライエ                             | 詳細                                 |
| 1947        | 6月29日                              | 非選手権                             | スパ・フランコルシャン               | ジャン＝ピエール・ウィミーユ                            | アルファロメオ                       | 詳細                                 |
| 1948        | 開催されず                           | 開催されず                           | 開催されず                           | 開催されず                                              | 開催されず                           | 開催されず                           |
| 1949        | 6月19日                              | 非選手権                             | スパ・フランコルシャン               | ルイ・ロジェ                                            | タルボ・ラーゴ                       | 詳細                                 |

### F1世界選手権レース開催後 (1950年-)
| 年   | 決勝日     | ラウンド   | サーキット             | 勝者                           | コンストラクター        | 結果       |            |
| ---- | ---------- | ---------- | ---------------------- | ------------------------------ | ----------------------- | ---------- | ---------- |
| 1950 | 6月18日    | 5          | スパ・フランコルシャン | ファン・マヌエル・ファンジオ   | アルファロメオ          | 詳細       |            |
| 1951 | 6月17日    | 3          | スパ・フランコルシャン | ジュゼッペ・ファリーナ         | アルファロメオ          | 詳細       |            |
| 1952 | 6月22日    | 3          | スパ・フランコルシャン | アルベルト・アスカリ           | フェラーリ              | 詳細       |            |
| 1953 | 6月21日    | 4          | スパ・フランコルシャン | アルベルト・アスカリ           | フェラーリ              | 詳細       |            |
| 1954 | 6月20日    | 3          | スパ・フランコルシャン | ファン・マヌエル・ファンジオ   | マセラティ              | 詳細       |            |
| 1955 | 6月05日    | 4          | スパ・フランコルシャン | ファン・マヌエル・ファンジオ   | メルセデス              | 詳細       |            |
| 1956 | 6月03日    | 4          | スパ・フランコルシャン | ピーター・コリンズ             | フェラーリ              | 詳細       |            |
| 1957 | 開催されず | 開催されず | 開催されず             | 開催されず                     | 開催されず              | 開催されず | 開催されず |
| 1958 | 6月15日    | 5          | スパ・フランコルシャン | トニー・ブルックス             | ヴァンウォール          | 詳細       |            |
| 1959 | 開催されず | 開催されず | 開催されず             | 開催されず                     | 開催されず              | 開催されず | 開催されず |
| 1960 | 6月19日    | 5          | スパ・フランコルシャン | ジャック・ブラバム             | クーパー-クライマックス | 詳細       |            |
| 1961 | 6月18日    | 3          | スパ・フランコルシャン | フィル・ヒル                   | フェラーリ              | 詳細       |            |
| 1962 | 6月17日    | 3          | スパ・フランコルシャン | ジム・クラーク                 | ロータス-クライマックス | 詳細       |            |
| 1963 | 6月09日    | 2          | スパ・フランコルシャン | ジム・クラーク                 | ロータス-クライマックス | 詳細       |            |
| 1964 | 6月14日    | 3          | スパ・フランコルシャン | ジム・クラーク                 | ロータス-クライマックス | 詳細       |            |
| 1965 | 6月13日    | 3          | スパ・フランコルシャン | ジム・クラーク                 | ロータス-クライマックス | 詳細       |            |
| 1966 | 6月12日    | 2          | スパ・フランコルシャン | ジョン・サーティース           | フェラーリ              | 詳細       |            |
| 1967 | 6月18日    | 4          | スパ・フランコルシャン | ダン・ガーニー                 | イーグル-ウェスレイク   | 詳細       |            |
| 1968 | 6月09日    | 4          | スパ・フランコルシャン | ブルース・マクラーレン         | マクラーレン-フォード   | 詳細       |            |
| 1969 | 開催されず | 開催されず | 開催されず             | 開催されず                     | 開催されず              | 開催されず | 開催されず |
| 1970 | 6月07日    | 4          | スパ・フランコルシャン | ペドロ・ロドリゲス             | BRM                     | 詳細       |            |
| 1971 | 開催されず | 開催されず | 開催されず             | 開催されず                     | 開催されず              | 開催されず | 開催されず |
| 1972 | 6月04日    | 5          | ニヴェル               | エマーソン・フィッティパルディ | ロータス-フォード       | 詳細       |            |
| 1973 | 5月20日    | 5          | ゾルダー               | ジャッキー・スチュワート       | ティレル-フォード       | 詳細       |            |
| 1974 | 5月12日    | 5          | ニヴェル               | エマーソン・フィッティパルディ | マクラーレン-フォード   | 詳細       |            |
| 1975 | 5月25日    | 6          | ゾルダー               | ニキ・ラウダ                   | フェラーリ              | 詳細       |            |
| 1976 | 5月16日    | 5          | ゾルダー               | ニキ・ラウダ                   | フェラーリ              | 詳細       |            |
| 1977 | 6月05日    | 7          | ゾルダー               | グンナー・ニルソン             | ロータス-フォード       | 詳細       |            |
| 1978 | 5月21日    | 6          | ゾルダー               | マリオ・アンドレッティ         | ロータス-フォード       | 詳細       |            |
| 1979 | 5月13日    | 6          | ゾルダー               | ジョディー・シェクター         | フェラーリ              | 詳細       |            |
| 1980 | 5月04日    | 5          | ゾルダー               | ディディエ・ピローニ           | リジェ-フォード         | 詳細       |            |
| 1981 | 5月17日    | 5          | ゾルダー               | カルロス・ロイテマン           | ウィリアムズ-フォード   | 詳細       |            |
| 1982 | 5月09日    | 5          | ゾルダー               | ジョン・ワトソン               | マクラーレン-フォード   | 詳細       |            |
| 1983 | 5月22日    | 6          | スパ・フランコルシャン | アラン・プロスト               | ルノー                  | 詳細       |            |
| 1984 | 4月29日    | 3          | ゾルダー               | ミケーレ・アルボレート         | フェラーリ              | 詳細       |            |
| 1985 | 9月15日    | 13         | スパ・フランコルシャン | アイルトン・セナ               | ロータス-ルノー         | 詳細       |            |
| 1986 | 5月25日    | 5          | スパ・フランコルシャン | ナイジェル・マンセル           | ウィリアムズ-ホンダ     | 詳細       |            |
| 1987 | 5月17日    | 3          | スパ・フランコルシャン | アラン・プロスト               | マクラーレン-TAG        | 詳細       |            |
| 1988 | 8月28日    | 11         | スパ・フランコルシャン | アイルトン・セナ               | マクラーレン-ホンダ     | 詳細       |            |
| 1989 | 8月27日    | 11         | スパ・フランコルシャン | アイルトン・セナ               | マクラーレン-ホンダ     | 詳細       |            |
| 1990 | 8月26日    | 11         | スパ・フランコルシャン | アイルトン・セナ               | マクラーレン-ホンダ     | 詳細       |            |
| 1991 | 8月25日    | 11         | スパ・フランコルシャン | アイルトン・セナ               | マクラーレン-ホンダ     | 詳細       |            |
| 1992 | 8月30日    | 12         | スパ・フランコルシャン | ミハエル・シューマッハ         | ベネトン-フォード       | 詳細       |            |
| 1993 | 8月29日    | 12         | スパ・フランコルシャン | デイモン・ヒル                 | ウィリアムズ-ルノー     | 詳細       |            |
| 1994 | 8月28日    | 11         | スパ・フランコルシャン | デイモン・ヒル                 | ウィリアムズ-ルノー     | 詳細       |            |
| 1995 | 8月27日    | 11         | スパ・フランコルシャン | ミハエル・シューマッハ         | ベネトン-ルノー         | 詳細       |            |
| 1996 | 8月25日    | 13         | スパ・フランコルシャン | ミハエル・シューマッハ         | フェラーリ              | 詳細       |            |
| 1997 | 8月24日    | 12         | スパ・フランコルシャン | ミハエル・シューマッハ         | フェラーリ              | 詳細       |            |
| 1998 | 8月30日    | 13         | スパ・フランコルシャン | デイモン・ヒル                 | ジョーダン-無限ホンダ   | 詳細       |            |
| 1999 | 8月29日    | 12         | スパ・フランコルシャン | デビッド・クルサード           | マクラーレン-メルセデス | 詳細       |            |
| 2000 | 8月27日    | 13         | スパ・フランコルシャン | ミカ・ハッキネン               | マクラーレン-メルセデス | 詳細       |            |
| 2001 | 9月02日    | 14         | スパ・フランコルシャン | ミハエル・シューマッハ         | フェラーリ              | 詳細       |            |
| 2002 | 9月01日    | 14         | スパ・フランコルシャン | ミハエル・シューマッハ         | フェラーリ              | 詳細       |            |
| 2003 | 開催されず | 開催されず | 開催されず             | 開催されず                     | 開催されず              | 開催されず | 開催されず |
| 2004 | 8月29日    | 14         | スパ・フランコルシャン | キミ・ライコネン               | マクラーレン-メルセデス | 詳細       |            |
| 2005 | 9月11日    | 16         | スパ・フランコルシャン | キミ・ライコネン               | マクラーレン-メルセデス | 詳細       |            |
| 2006 | 開催されず | 開催されず | 開催されず             | 開催されず                     | 開催されず              | 開催されず | 開催されず |
| 2007 | 9月16日    | 14         | スパ・フランコルシャン | キミ・ライコネン               | フェラーリ              | 詳細       |            |
| 2008 | 9月07日    | 13         | スパ・フランコルシャン | フェリペ・マッサ               | フェラーリ              | 詳細       |            |
| 2009 | 8月30日    | 12         | スパ・フランコルシャン | キミ・ライコネン               | フェラーリ              | 詳細       |            |
| 2010 | 8月29日    | 13         | スパ・フランコルシャン | ルイス・ハミルトン             | マクラーレン-メルセデス | 詳細       |            |
| 2011 | 8月28日    | 12         | スパ・フランコルシャン | セバスチャン・ベッテル         | レッドブル-ルノー       | 詳細       |            |
| 2012 | 9月02日    | 12         | スパ・フランコルシャン | ジェンソン・バトン             | マクラーレン-メルセデス | 詳細       |            |
| 2013 | 8月25日    | 11         | スパ・フランコルシャン | セバスチャン・ベッテル         | レッドブル-ルノー       | 詳細       |            |
| 2014 | 8月24日    | 12         | スパ・フランコルシャン | ダニエル・リカルド             | レッドブル-ルノー       | 詳細       |            |
| 2015 | 8月23日    | 11         | スパ・フランコルシャン | ルイス・ハミルトン             | メルセデス              | 詳細       |            |
| 2016 | 8月28日    | 13         | スパ・フランコルシャン | ニコ・ロズベルグ               | メルセデス              | 詳細       |            |
| 2017 | 8月27日    | 12         | スパ・フランコルシャン | ルイス・ハミルトン             | メルセデス              | 詳細       |            |
| 2018 | 8月26日    | 13         | スパ・フランコルシャン | セバスチャン・ベッテル         | フェラーリ              | 詳細       |            |
| 2019 | 9月01日    | 13         | スパ・フランコルシャン | シャルル・ルクレール           | フェラーリ              | 詳細       |            |
| 2020 | 8月30日    | 7          | スパ・フランコルシャン | ルイス・ハミルトン             | メルセデス              | 詳細       |            |
| 2021 | 8月29日    | 12         | スパ・フランコルシャン | マックス・フェルスタッペン     | レッドブル-ホンダ       | 詳細       |            |
| 2022 | 8月28日    | 14         | スパ・フランコルシャン | マックス・フェルスタッペン     | レッドブル-RBPT         | 詳細       |            |
| 2023 | 7月30日    | 13         | スパ・フランコルシャン | マックス・フェルスタッペン     | レッドブル-ホンダ・RBPT | 詳細       |            |
| 2024 | 7月28日    | 14         | スパ・フランコルシャン | ルイス・ハミルトン             | メルセデス              | 詳細       |            |
| 2025 | 7月27日    | 13         | スパ・フランコルシャン | オスカー・ピアストリ           | マクラーレン-メルセデス | 詳細       |            |

### 開催されたサーキット

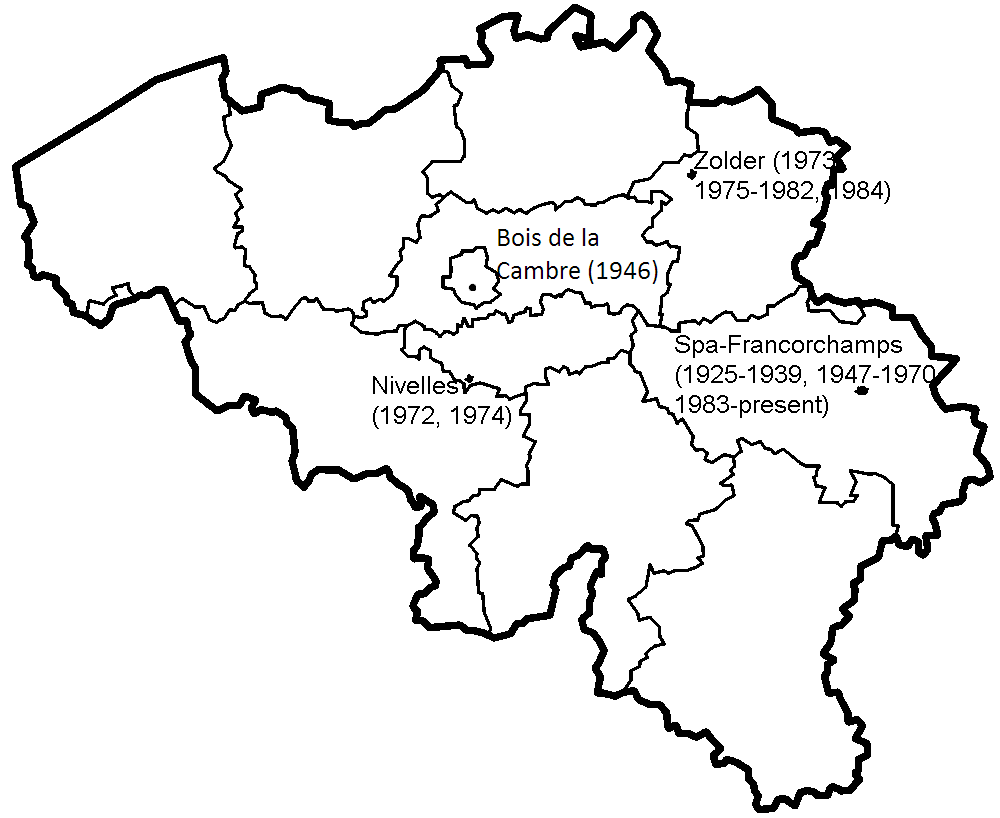
ベルギーGPの開催サーキット

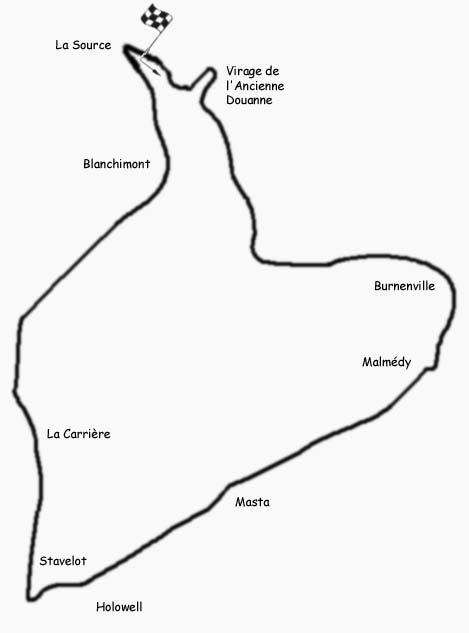
スパ・フランコルシャン（1925-1939）
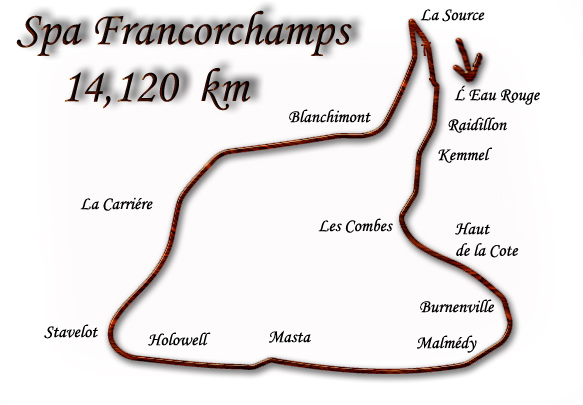
スパ・フランコルシャン（1947-1970）
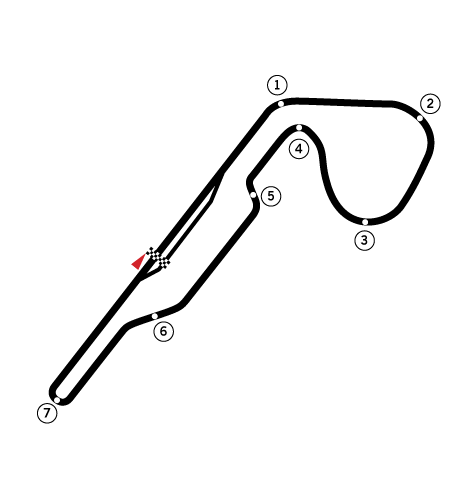
ニヴェル（1972, 1974）
ゾルダー（1973）
ゾルダー（1975–1982, 1984）
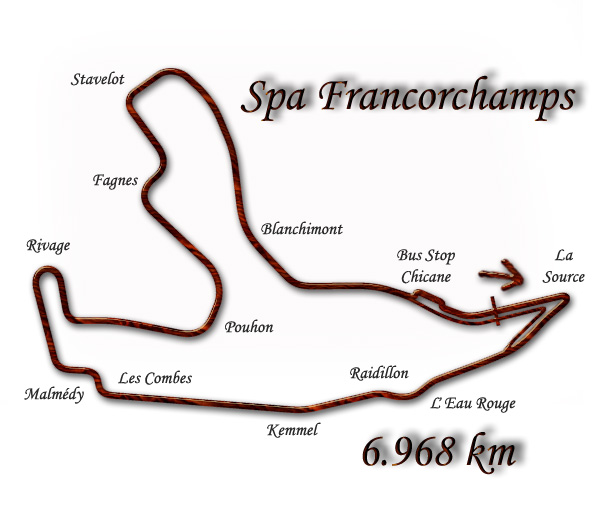
スパ・フランコルシャン（1983, 1985-1993, 1995-2002）
スパ・フランコルシャン（1994）
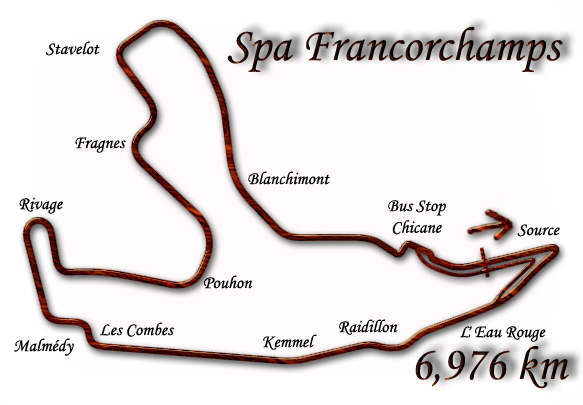
スパ・フランコルシャン（2004-2005）
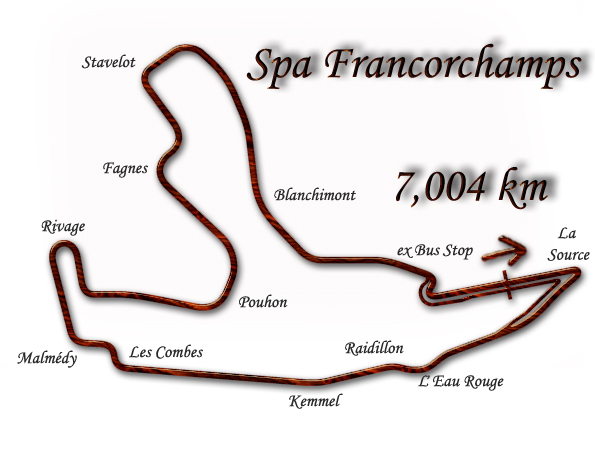
スパ・フランコルシャン（2007-）

## 優勝回数
複数回勝利を挙げた者のみ対象とする。

### ドライバー
ドライバー別通算勝利数では、1992年にスパでF1初優勝をあげたミハエル・シューマッハが6勝、アイルトン・セナとルイス・ハミルトンが5勝、ジム・クラークとキミ・ライコネンが4勝と続き、ファン・マヌエル・ファンジオ、デイモン・ヒル、セバスチャン・ベッテル、マックス・フェルスタッペンが3勝と、F1史上に残るドライバーが名を連ねている。このうち、クラークは1962-1965年、セナは1988-1991年と4年連続で優勝している。ベルギーGPはスパ、ゾルダー、ニヴェルの3か所で開催されたが、複数のサーキットで優勝したドライバーはいない。
| 回数 | ドライバー                     | 優勝年                             |
| ---- | ------------------------------ | ---------------------------------- |
| 6    | ミハエル・シューマッハ         | 1992, 1995, 1996, 1997, 2001, 2002 |
| 5    | アイルトン・セナ               | 1985, 1988, 1989, 1990, 1991       |
| 5    | ルイス・ハミルトン             | 2010, 2015, 2017, 2020, 20241      |
| 4    | ジム・クラーク                 | 1962, 1963, 1964, 1965             |
| 4    | キミ・ライコネン               | 2004, 2005, 2007, 2009             |
| 3    | ファン・マヌエル・ファンジオ   | 1950, 1954, 1955                   |
| 3    | デイモン・ヒル                 | 1993, 19942, 1998                  |
| 3    | セバスチャン・ベッテル         | 2011, 2013, 2018                   |
| 3    | マックス・フェルスタッペン     | 2021, 2022, 2023                   |
| 2    | アルベルト・アスカリ           | 1952, 1953                         |
| 2    | エマーソン・フィッティパルディ | 1972, 1974                         |
| 2    | ニキ・ラウダ                   | 1975, 1976                         |
| 2    | アラン・プロスト               | 1983, 1987                         |

- 太字は2025年のF1世界選手権に参戦中のドライバー。
- ^1 - ジョージ・ラッセルが車両重量違反により失格となったため繰り上げ。
- ^2 - ミハエル・シューマッハが最低車高違反により失格となったため繰り上げ。

### コンストラクター
| 回数 | コンストラクター | 優勝年 |
| ---- | ---------------- | --- |
| 18   | フェラーリ       | 1952, 1953, 1956, 1961, 1966, 1975, 1976, 1979, 1984, 1996, 1997, 2001, 2002, 2007, 2008, 2009, 2018, 2019 |
| 15   | マクラーレン     | 1968, 1974, 1982, 1987, 1988, 1989, 1990, 1991, 1999, 2000, 2004, 2005, 2010, 2012, 2025                   |
| 8    | ロータス         | 1962, 1963, 1964, 1965, 1972, 1977, 1978, 1985                                                             |
| 8    | メルセデス       | 1935, 1939, 1955, 2015, 2016, 2017, 2020, 2024                                                             |
| 6    | レッドブル       | 2011, 2013, 2014, 2021, 2022, 2023                                                                         |
| 4    | アルファロメオ   | 1925, 1947, 1950, 1951                                                                                     |
| 4    | ウィリアムズ     | 1981, 1986, 1993, 1994                                                                                     |
| 3    | ブガッティ       | 1930, 1931, 1934                                                                                           |
| 2    | マセラティ       | 1933, 1954                                                                                                 |
| 2    | ベネトン         | 1992, 1995                                                                                                 |

- 太字は2025年のF1世界選手権に参戦中のコンストラクター。
- ピンク地はF1世界選手権以外で開催された年。
- クリーム地は第二次世界大戦前に行われていたヨーロッパ・ドライバーズ選手権[注 5]の一戦として開催された年。
- グリーン地は第二次世界大戦前に行われていた世界マニュファクチャラーズ選手権[注 4]の一戦として開催された年。

1. ↑  1986-1995年はイギリス国籍、1996-2001年はイタリア国籍。

### エンジン
| 回数 | メーカー       | 優勝年 |
| ---- | -------------- | --- |
| 18   | フェラーリ     | 1952, 1953, 1956, 1961, 1966, 1975, 1976, 1979, 1984, 1996, 1997, 2001, 2002, 2007, 2008, 2009, 2018, 2019 |
| 13   | メルセデス     | 1935, 1939, 1955, 1999, 2000, 2004, 2005, 2015, 2016, 2017, 2020, 2024, 2025                               |
| 10   | フォード       | 1968, 1972, 1973, 1974, 1977, 1978, 1980, 1981, 1982, 1992                                                 |
| 8    | ルノー         | 1983, 1985, 1993, 1994, 1995, 2011, 2013, 2014                                                             |
| 6    | ホンダ         | 1986, 1988, 1989, 1990, 1991, 2021                                                                         |
| 5    | クライマックス | 1960, 1962, 1963, 1964, 1965                                                                               |
| 4    | アルファロメオ | 1925, 1947, 1950, 1951                                                                                     |
| 3    | ブガッティ     | 1930, 1931, 1934                                                                                           |
| 2    | マセラティ     | 1933, 1954                                                                                                 |

- 太字は2025年のF1世界選手権に参戦中のメーカー。
- ピンク地はF1世界選手権以外で開催された年。
- クリーム地は第二次世界大戦前に行われていたヨーロッパ・ドライバーズ選手権[注 5]の一戦として開催された年。
- グリーン地は第二次世界大戦前に行われていた世界マニュファクチャラーズ選手権（英語版）[注 4]の一戦として開催された年。

1. ↑  1999–2005年はイルモアが製造。
2. ↑  コスワースが製造。
3. ↑  2022-2025年にホンダ・レーシング(HRC)が製造しているRBPT及びホンダ・RBPTと記録は別扱い。

## 冠スポンサー
- チャンピオン (1988-1989年)
- フォスターズ・ビール (1998-2002年)
- ING (2007-2009年)
- シェル (2011-2015年)
- ピレリ (2017年)
- ジョニー・ウォーカー (2018-2019年)
- ロレックス (2020-2022年, 2024年)[19][20][21][22]
- MSCクルーズ (2023年)[23]
- モエ・エ・シャンドン（2025年）[24]